# As Figueiras
As Figueiras és una parròquia del conceyu asturià de Castropol, Espanya, i una vila d'aquesta parròquia.
La parròquia té una superfície d'1,89 km² en la qual habiten 709 persones (2009) repartides entre les poblacions d'As Figueiras, Granda, Lois, Rozadela i San Román.
La vila d'As Figueiras té una població de 600 habitants (2009), està situada a una altitud de 20 m i dista 6 km de Castropol, la capital del concejo.
Compta amb un dels 18 ports pesquers d'Astúries, pertanyent a la capitania de 3a de Ḷḷuarca.

## Característiques
La vila d'As Figueiras és la localitat més poblada del municipi de Castropol, malgrat no ser-ne la capital. És un enclavament caracteritzat per la seva bellesa situat en la ria del Eo, accident geogràfic que marca la frontera entre Astúries i la província de Lugo.
La principal activitat industrial de la vila prové de l'empresa Drassanes Gondán SA, amb l'ocupació de diversos centenars de treballadors de Figueres i les viles circumdants.
En l'actualitat As Figueiras és un nucli turístic la població del qual creix substancialment a l'estiu.
Compta amb serveis bàsics com a metge de guàrdia, farmàcia, correus o taxi, així com diverses petites tendes, quiosc i suficients bars. A As Figueiras es troba la seu del Col·legi Rural Agrupat Tàpia-Castropol. Entre les associacions més importants es troben l'Associació de Majors "Cristo del Buen Viaje" i el Grup Coral "Puerto d'As Figueiras".
També posseeix un camp multiusos per a futbol sala i per a bàsquet, que alberga competicions a l'estiu, així com un petit aeròdrom (Seu del Aeroclub Arnao) i Camp de Tir. Entre els clubs esportius existents es poden citar el Club Nàutic d'As Figueiras, el Marino das Figueiras (de futbol sala) i el As Figueiras Activitats Subaqüàtiques.

## Platges
La Reserva Natural Parcial de la Ria del Eo proporciona a As Figueiras els seus més importants platges: la de Arnao i la de San Román.

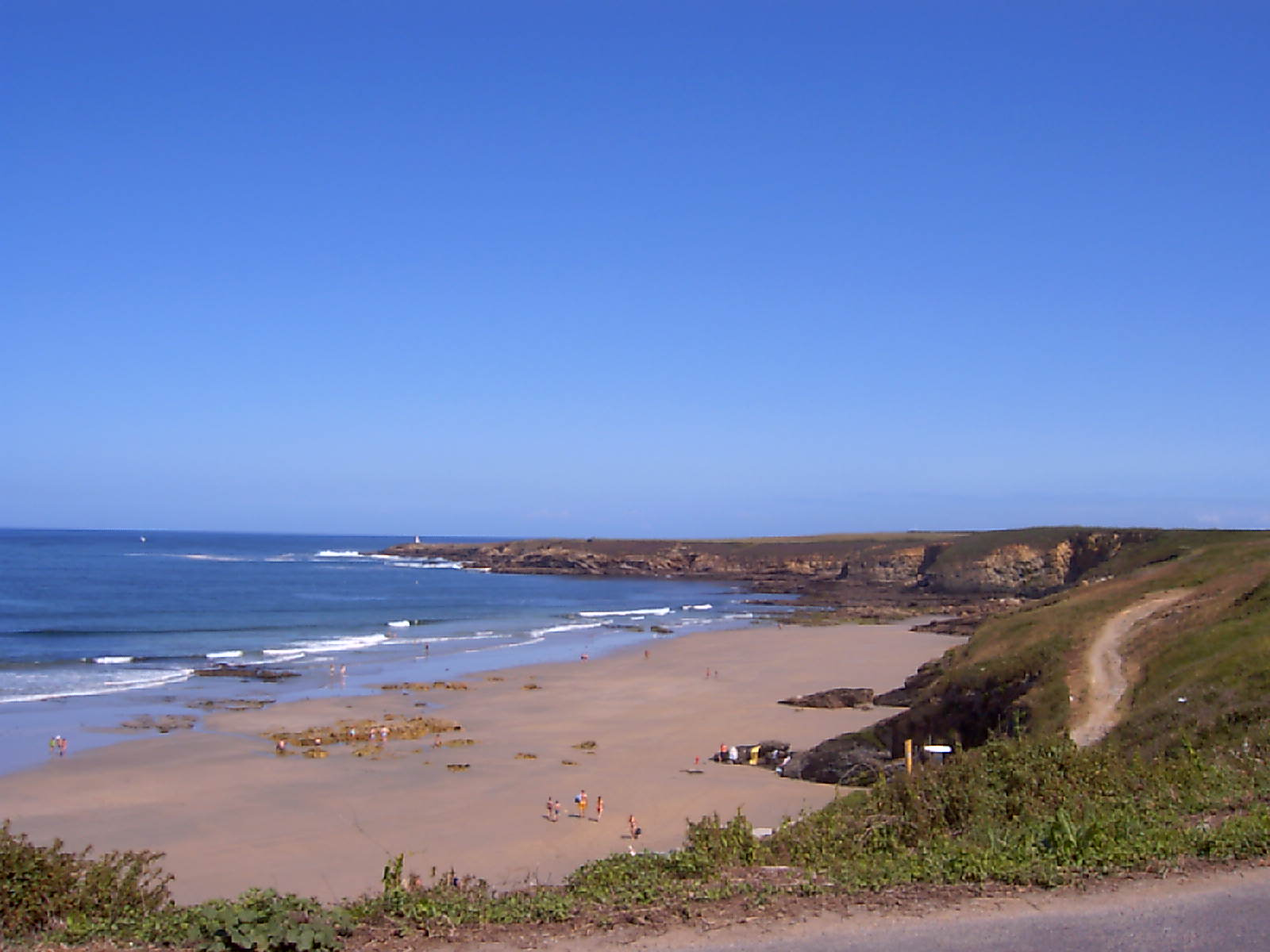
Platja de Arnao.

- Arnao és un tranquil i acollidor arenal en la desembocadura de la ria que disposa de tots els serveis bàsics, bon aparcament i zona d'esplai. A la rodalia hia l'àrea recreativa de Salgueiro i té una molt bona xarxa de camins per als amants de les passejades.
- San Román és una platja semiurbana, molt propera al port i sense serveis bàsics però amb un particular encant. En tots dos casos la superfície dels arenals es veu afectada per l'estat de les marees, que porta a la desaparició total de la platja de San Román en les pleamares i a una espectacular reducció de la superfície en la de Arnao.
- El Tesón és un arenal que es pot denominar com a platja, malgrat que es tracta d'un banc de sorra localitzat al centre de la ria i enfront del port d'As Figueiras, i al que s'accedeix en les baixamars amb llanxa o nadant des de moll.
- Altres platges de la localitat són la de Arnela o A Praya dos Botes, ja a l'interior de la ria i que són molt adequades pel marisqueig aficionat.

A més poden realitzar-se diverses activitats en la ria del Eo, com a passejos amb llanxa, caiac o vela. La seva evolució ha portat a la incorporació de pantalanes per a les llanxes d'esbarjo i a la creació d'un club nàutic en vies d'expansió.

## Història
Les primeres restes històriques coneguts corresponen amb els cants treballats de la cultura achalense localitzats a la zona de Arnao, no existint altres coneguts ni de la prehistòria ni de l'antiguitat, excepte els citats per Miguel García Teijeiro corresponents a la cultura castreña però que són desconeguts en l'actualitat i mancades de tot estudi modern.
La vila d'As Figueiras, o port de San Román en algunes escriptures antigues, va romandre vinculada a la Puebla de Reboredo fins que al segle xi passa a la tutela del bisbe d'Oviedo. Sent bisbe Gutierre de Toledo traspassa el vedat d'As Figueiras, el de Santiso i el territori de Barres a Álvaro Pérez Osorio, marquès de Astorga, el 9 de juny de 1378. El 21 d'octubre de 1537, Pedro Álvarez Osorio, marquès de Astorga, ven a Lope Osorio de Moscoso, comte de Altamira, el senyoriu d'As Figueiras i el vedat de San Tirso de Abres incloent en aquesta venda els termes, districte, jurisdicció civil i criminal, alta i baixa, i el nero i mixt imperi de tals llocs, tot pel preu de 672 500 maravedíes, aclarint posteriorment en escriptura complementària que també les alcabalas del port figuraven en la venda.
Pocs mesos després, el 10 de febrer de 1538, el mateix comte de Altamira ven a Arias Pardo de Donlebún els vedats d'As Figueiras i San Tiso. La història d'As Figueiras sota el senyoriu dels Pardo va ser un continu litigi per les suposades arbitrarietats dels mateixos en l'exercici de la jurisdicció del vedat. L'1 de juny de 1775 el Real i Suprem Consell de Castella dicta sentència sobre la propietat del vedat i els mareantes d'As Figueiras paguen 680 000 maravedíes quedant els veïns, matriculats i terrestres, en la possessió lliure del vedat.
De la mateixa manera, en 1777 els veïns obtenen la jurisdicció, per la qual cosa a partir d'aquest moment es regiran sota les seves pròpies normes, tant que en 1779 els propis veïns aproven les seues ordenances de govern, regint-se independents fins a 1826, moment en el qual Fernando VII d'Espanya declara suprimits tots els ajuntaments particulars, incorporant-los al conceyu més proper per a la seva administració municipal i de justícia, perdent As Figueiras des d'aquell moment la seva independència.
Entre l'11 de març de 1811 i el 24 de maig de 1812, amb motiu de les diverses invasions franceses d'Astúries en el marc de la Guerra de la Independència Espanyola, As Figueiras acull a diverses institucions del Govern, tals com la Junta General del Principat d'Astúries o la regència de la Real Audiència d'Astúries.
En 1826, amb motiu de la inclusió de l'ajuntament en el concejo de Castropol tenen lloc nous litigis en la liquidació de l'ajuntament que van comportar l'embargament de béns dels antics regidors de la jurisdicció i la subhasta dels mateixos fins a cobrir els 2.436 reals i 15 maravedíes corresponents al descobert en el Tresor de l'Ajuntament, subhasta de la qual es retreuen els veïns d'As Figueiras no acudint ningú a la mateixa en dues ocasions i sent al final adquirits per la Real Hisenda.
Al llarg de la segona meitat del segle xviii As Figueiras va arribar a comptar amb un total de set fàbriques de conserves com La Rayana, La Perseverancia, La Amistad i la Idea, envasant carn, vegetals i peix i convertint a la vila en una de les més industriosas de la comarca. Aquesta activitat industrial no va tenir una vida massa perllongada i el relleu va ser pres per la construcció naval (la primera informació sobre la mateixa a As Figueiras data de 1615 segons reflecteix el Plànol i Descripció del Port de Rivadeo, de Bartolomé Muñoz) amb la constitució de Drassanes Gondán en 1925 de la mà de Francisco Díaz Martínez.
Un altre dels fets més destacats de la història d'As Figueiras té a veure amb l'obtenció de la seva independència parroquial a la fi del segle xix. Històricament la vila havia pertangut a la veïna feligresía de Barres, sol·licitant ja en 1808 al Bisbe d'Oviedo Gregorio Hermida i Gamba el nomenament d'un prevere confessor per administrar els Sants Sagraments i celebrés missa els diumenges. En 1844 el Gremi de Mareantes d'As Figueiras incideix en la necessitat de reposició de la Vicaria preexistent i que havia estat suprimida amb reclamació al bisbe i a l'ajuntament, no sent fins a 1851 quan es restitueix al vicari pel bisbe Ignacio Díaz Caneja. En 1858 es va sol·licitar permís per a la col·locació de la pila bautismal, celebrar matrimonis, construir un cementiri en els límits de la Rectoria i fer funerals, tot això amb l'oposició del capellà de San Esteban de Barres.
En 1861 se sol·licita formalment la conversió en parròquia, amb resposta negativa del bisbe i aconseguint per fi l'anhelada independència parroquial en 1887, de la mà del bisbe fra Ramón Martínez Vigil, encara que retardant la mateixa fins a l'any 1894 donada l'exigència d'ampliar l'església, aquesta emancipació és recordada avui dia amb una placa en el més alt de l'església parroquial col·locada el dos de juny de 1894.
La Guerra Civil va comportar la construcció del camp de concentració de Arnao i la posterior reclusió en el mateix de nombrosos republicans entre els anys 1938 i 1943.

## Urbanisme
L'evolució urbana d'As Figueiras ve marcada tant per la seva orografia com per la pertinença del Vedat d'As Figueiras a la família Pardo.
Des del primer d'aquests punts de vista l'entramat dels carrers d'As Figueiras no difereix bastant del de qualsevol altra vila marinera del Cantàbric, amb estrets carrers que s'entrellacen pel vessant que descendeix des de la rasa costanera fins a la platja o port, veritable centre de l'activitat social i econòmica de la majoria d'aquestes viles.
El segon dels punts citats (la pertinença del Vedat als Pardo) va limitar sensiblement el desenvolupament de les seves possibilitats d'expansió urbana d'aquesta. Partint de la base del reduït de l'espai edificable en el Vedat (que mesurava un tir d'escopeta d'Orient a Ponent i de Migdia a Nord si fa no fa el mateix segons les respostes al Cadastre d'Ensenada) i sumant a això les limitacions establertes per la família Pardo, tal com testifiquen els veïns en el plet de tempteig de la Jurisdicció …que per trobar-se tan reduïdes les cases viuen dues o més en una i dormen en una curta peça dos matrimonis…de manera que viuen amb tanta incomoditat que amb prou feines pot recollir-se per no aconseguir més buit, i encara que confinante a la Jurisdicció hi ha termes on pot fer-se edificis i eixamplar la població, ho embarassa don Vicente Pardo s'ha de suposar que l'expansió de l'entramat urbà és posterior a l'obtenció de la redempció (1775).
Fins a aquest moment l'entramat urbà finalitzaria a l'Església Parroquial, comptant la vila en 1811 amb únicament dos carrers dignes d'aquest nom i esment en el padró parroquial: el carrer Donlebún i el carrer San Román, es pot suposar que la primera de les mateixes correspon a la baixada al Palau pel carrer Comercio i la segona probablement a la continuació de la mateixa des de la Plaça da Leña al Muelle. Sí que existia una important població (i se suposa per tant que edificacions) en altres nucleos limítrofs però no inclosos en el Vedat, tals com Granda, El Carbayo, Lois o Rozadela.
A partir de l'obtenció de la Jurisdicció sobre el Vedat i independència municipal es produeix l'eixample d'As Figueiras a la zona superior de la vila en una xarxa de carrers quadriculada propia de l'urbanisme més modern de l'època. De 1900 data el plànol publicat per Laureano L.Acevedo i que fixa les edificacions habitacionales i industrials de la vila amb molt poca variació a As Figueiras que coneixem avui dia.
El Pla General d'Ordenació Urbana que l'Ajuntament de Castropol va aprovar per a As Figueiras projecta diverses unitats d'actuació per a l'edificació d'habitatges destinats principalment a segona residència, i que s'han vist majoritàriament paralitzades a causa de la crisi del sector immobiliari.

## Patrimoni

### Edificis
Entre els edificis singulars existents a As Figueiras, tant de caràcter religiós com a civil o militar poden admirar-se els següents:
- Palacio dels Pardo Donlebún, la torre central dels quals data del segle xvi i que aquesta abrigallada per dos cossos simètrics d'èpoques posteriors.

- Església Parroquial de Santiago, del segle xvii, edificada sobre un antic hospital de pelegrins i el retaule major dels quals data de 1795.Església Parroquial d'As Figueiras

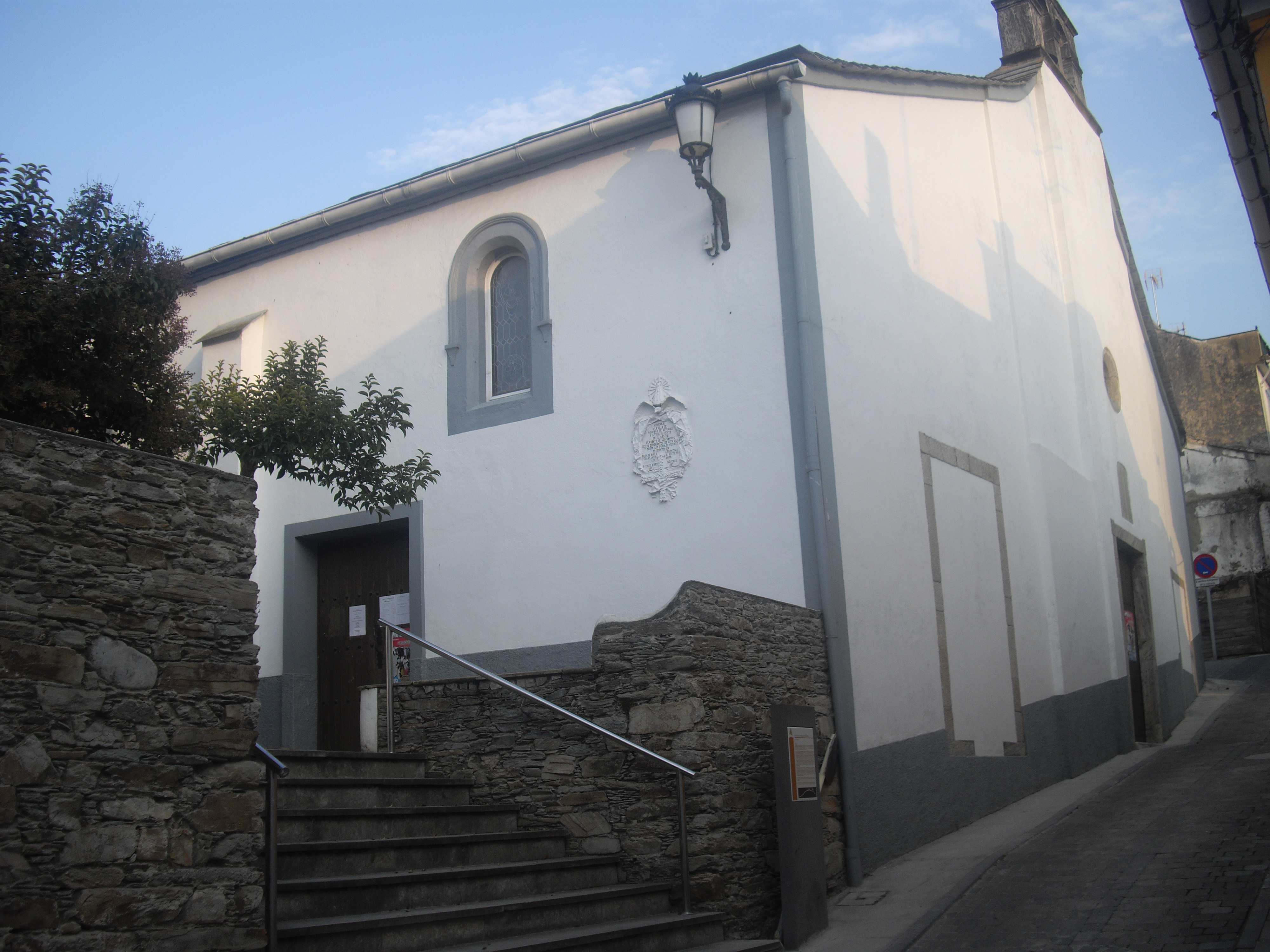
Església Parroquial d'As Figueiras

- Ermita de la Talaia, del segle xix, però amb referències a la mateixa ja en 1615

- El Fort de Arroxo (Fortí d'Arroxo), els orígens de la qual són coetanis als del ribadense Castillo San Damián com a parella defensiva de la bocana de la Ria del Eo, ja al segle xvii.

Dels edificis més moderns es poden destacar:
- Xalets de Donya Socors o Palauet Peñalba, actual emplaçament de l'Hotel Palauet Peñalba, que van ser construïts en 1912 per l'arquitecte militar Angel Arbéx, deixeble de Gaudí i que representen un dels millors exemples de l'arquitectura indiana asturiana de principis de segle XX amb trets molt nítids de l'art nouveau.

- Escoles Laiques, actual Fundació Villamil i seu del C.R.A. d'As Figueiras, i que va acollir a les segones escoles de caràcter laic existents a Astúries, inaugurades en 1917 sota la tutela de Florencio L.Villamil.

- A Torre del Reló que data de l'any 1927, també vinculada en el seu moment amb les funcions educatives. Edificació que en l'actualitat alberga la Casa de Cultura “Miguel García Teijeiro” i l'emplaçament de la qual (fruit de la donació de rellotge i torre per part de D. Domingo Gayol i Martínez Magadán) va provocar al seu moment una encesa polèmica entre els més insignes figuerensos.

- L'Almodí de Pescadors, edifici acabat l'any 1932 i que alberga la seu de la Confraria de Pescadors d'As Figueiras, única del concejo. La seva construcció va ser pagada en una part important per aportació popular.

### Arqueologia
Des d'un punt de vista arqueològic són escassos les restes existents. S'han trobat restes corresponents a la cultura achalense (més concretament cants treballats a la zona de Arnao) i sens dubte la cultura castreña va tenir presència en la localitat, amb la proximitat del Castro da Punta del Corno, en la localitat de Villadún en la parròquia de Barres, encara que no s'han trobat mostres de rellevància a As Figueiras. L'existència de restes de la epoca castreña és citada per Miguel Garcia Teijeiro en "Algo para la historia d'As Figueiras de Asturias" que afirma que ja en 1743 el Gremi de Mareantes informa de la troballa en El Cotarelo d'una làpida amb una inscripció borrosa, malgrat que no es pot constatar la seva existència actual. Entre les altres restes citades per Teijeiro estan els suposadament existents en Corveira (proper a l'Ermita de la Talaia), al·ludint a la qualificació de romans que Madoz fa en el seu Diccionari.
Entre les restes constatades i de molt recent troballa (any 2007) es troba el Jaciment Submarí de Llan, en la platja de Arnao, localitzat per diversos submarinistes aficionats del club As Figueiras Activitats Subaqüàtiques i que consisteix en les restes d'un naufragi (probablement del segle xviii) que engloben entre altres un total de dotze canons, ceràmiques, bales de canó, etc. Aquestes restes van ser inclosos l'any 2009 en el Catàleg de Restes Arqueològiques del Principat d'Astúries. Aquest jaciment es coneix també com Els canons del Eo perquè va ser el nom atorgat per la premsa en les successives notícies sobre el mateix.

### Uns altres
As Figueiras compta amb la probablement millor Biblioteca privada d'Astúries, en mans del bibliófilo José Luis Pérez de Castro, i que alberga una excel·lent col·lecció de materials documentals referits a l'Occident d'Astúries i a As Figueiras en particular. La biblioteca no es troba oberta al públic.

## Festes
Malgrat que el patró de l'Església Parroquial d'As Figueiras és Sant Jaume Apòstol no se celebren festes en el seu honor, en el seu lloc As Figueiras honra a la Verge del Carmen i a Sant Román.
- Les festes de Sant Román i l'Ascensió se celebren al maig-juny i en els últims anys han perdut esplendor. L'ermita de la Talaia es troba sota la advocación d'aquest sant i tradicionalment se celebrava una processó amb la seva imatge entre l'església parroquial i aquesta, on se celebrava una missa.

- Les festes del Carmen, en honor de la patrona marinera, se celebren en la primera setmana d'agost i en elles el poble explota d'alegria i animació amb activitats variades com la lectura del pregó, concerts, el dia dels majors, jocs infantils, una carrera cicloturista o les tradicionals cucanyes. Les revetlles de les mateixes es tanquen amb focs artificials en la matinada del diumenge, entre els quals s'inclouen focs aquàtics, amb bastant fama entre els pobles de la comarca.

La celebració del Carmen inclou una processó marinera que fa un recorregut circular per les tres localitats de la Ria (Ribadeo-Castropol i As Figueiras) des de les quals la imatge de la patrona és honrada amb coets, sirenes de vaixells i els repics de les campanes de les viles, en finalitzar la mateixa s'entona la Salve Marinera en el moll i s'acompanya a la imatge de tornada a l'Església després de la celebració d'una missa de campanya.
- Quant a altres cites religioses, s'ha de destacar per la seva extraordinària bellesa la celebració de la "Processó del Silenci", en Setmana Santa, amb un recorregut circular des de l'Església al moll per posteriorment pujar per la carretera que voreja la costa sota la llum de les veles que porten els participants.

## Personatges cèlebres
- Arias Campoamor, Francisco F.. Escriptor (As Figueiras, juny de 1900), germà de José F. Arias Campoamor. Va estudiar a l'escola d'As Figueiras i en el Col·legi dels pares Agustins de Tapia fins als setze anys, començant llavors la carrera de Farmàcia a Santiago. Abans d'acabar la carrera obre a As Figueiras una farmàcia sota la regència d'un altre titular fins a la seva llicenciatura. Poc després d'acabar la carrera farmacèutica es matricula en Odontologia, especialitat que acaba l'any 1927. Des de molt jove va col·laborar en periòdics locals com Las Riberas del Eo o El heraldo de Asturias de Buenos Aires. En el nadal de l'any 1925 escriu un sainet en eonaviego, El Tracte, que es representa a As Figueiras en el Dia de Reis de 1926. Mor a causa de la tuberculosi el 4 de juny de 1928, acabava de complir 28 anys.

- Arias Campoamor, José F..Marí i escriptor (As Figueiras, 8/04/1896), germà de Francisco F.Arias Campoamor. Va cursar Dret a la Universitat d'Oviedo, on va obtenir la llicenciatura, però va abandonar la preparació del doctorat a la Universitat Central (Madrid) per ingressar en el Cos d'Intendència de l'Armada. Ascendit a alferes en 1918, va arribar a exercir rellevants càrrecs, com l'interventor de la Sotssecretaria de la Marina civil, pel qual va ser nomenat en 1934. Retirat com a tinent coronel interventor de l'Armada per discrepàncies ideològiques amb el règim franquista, va fixar la seva residència a Madrid.

Els seus començaments com a escriptor daten de la seva època de batxiller, sent publicats, amb el pseudònim de Íñigo de Aristal, en Las Riberas del Eo i El Ribadense. Posteriorment col·laboraria en publicacions dels seus llocs de residència, com La Ilustración Europea i Americana, Blanco y Negro, El Imparcial i ABC, de Madrid, i La Nit i Lectures, les dues de Barcelona.
Seves són les següents obres: Recelo (Madrid, 1914), novel·la; La fragata rebedel(Madrid, 1935), novel·la; Novelistas de Méjico (Madrid, 1952); La Navaja Olvidada(Madrid, 1956); El Derecho en la Vida Diaria (Madrid, 1968); María Luisa de Parma. Su Vida y Secretos. Mesalina de la edad moderna (Madrid, 1968).
- Blanco i Fernández Llastra, Francisco Antonio. pilot nàutic. As Figueiras (02/02/1839), va estudiar nàutica en el famós col·legi particular que Esteban Suárez Cartavio mantenia en la vila d'As Figueiras. Embarcat posteriorment com a pilot en diverses naus com els bergantines “Pepìta” i “Manuela”, els vapors “Prin” i “Emuy” (amb el qual va realitzar de segon piloto 21 viatges rodons a la Xina entre 1870 i 1875).

Va desenvolupar la seva activitat com a pilot per les costes filipines al llarg de dotze anys, fent front a perillosos tràngols en la guerra del Riu Gran de Mindanaó contra els indígenes, sent proveïdor de municions i queviures a les diferents forces espanyoles que servien a l'illa en 1886, incloent el fort de “Bacat” 50 milles riu amunt a la gran illa de Mindanaó, sent les ribes del ric territori hostil. Para aquests serveis es va servir del vapor “Bacolod”.
Fruit de diverses accions navals li van ser concedides la Creu de primera classe del Mèrit Naval amb distintiu vermell, una altra de segona classe de l'Orde del Mèrit Naval amb distintiu blanc i la creu de segona classe de l'Orde del Mèrit Militar; l'última de les citades va ser concedida per les seves accions en la guerra de Riu Gran de Mindanaó, despatxant-se-li a més el Real Títol de Caballero de l'Ordre; sent les altres dues concedides per contratemps marítims, en el primer dels casos pel rescat nocturn de 26 nàufrags xinesos, i en el segon pel remolc a la corbeta de guerra “Vencedora”, en tots dos casos amb mar tempestuosa.
Va tornar a As Figueiras l'any 1887, fins al qual va seguir servint en el vapor expedicionario “Bacolod”, morint el 17 de desembre d'aquest mateix any als 48 anys.
- Casariego i Acevedo, Mario. Cardenal de l'Església Catòlica (As Figueiras, 13/02/1909), conegut com a Pare Mario. Va ser batejat el 19 d'abril del mateix any per don Inocencio Cotarelo sent els seus padrins Francisco Blanco i la seva germana Maria, posant-li el nom de Mario Francisco. Va ser inscrit en el registre civil de Castropol com Mario Francisco Casariego Garcia. Era fill de Maria Águeda Casariego García i de Mario López Acevedo i Pérez Lebredo.

Als sis anys la seva mare intenta emigrar a Mèxic, on residia el seu oncle Laureano, el viatge no prospera i resideix a Vigo fins a 1921, any de defunció de la seva mare i en el qual torna a As Figueiras sota les cures de la seva àvia. En 1923 emprèn viatge definitiu a Mèxic. Des de Mèxic és portat a El Salvador per la família Estupiñán i en 1924 entra en La Ceiba (El Salvador) en qualitat de postulant-estudiant de la congregació somasca passant a cursar estudis aquest mateix any i fins a 1929 en el seminari menor del Calvari (El Salvador). En 1930 realitza professió simple en Somasca (Itàlia) i en 1933 professió solemne en La Ceiba.
En 1958, és nomenat bisbe auxiliar de l'arxidiòcesi de Guatemala; en 1964 és nomenat arquebisbe de Guatemala i en 1969 és triat Cardenal pel Papa Pablo VI.
Se li vincula amb l'Opus Dei i amb les tendències més conservadores de l'Església Catòlica a Centreamèrica.
Al llarg de la seva vida no s'oblida d'As Figueiras, vila a la qual va estar molt vinculat, realitzant visites en els anys 1958, 1959, 1969 i 1971. Mor a Guatemala en 1983 sent enterrat en la cripta de la catedral.
El 14 de juliol de 2009, centenari del seu naixement, té lloc a As Figueiras diversos actes recordatoris, amb exposicions de materials sobre la seva vida, conferències i el descobriment d'una placa commemorativa.
- García Teijeiro, Miguel. Advocat i historiador, acadèmic corresponent de la Gallega i de la de la Història. Nascut en Lois (04/11/1867), estudia la carrera de dret a Oviedo retornant després al seu llogaret natal, en la residirà de manera alternativa amb el lloc de Recesende, a la comarca de Lugo de Castroverde. Va escriure l'obra clau per a l'estudi de la vila pixota: Algo para la historia d'As Figueiras de Asturias. Notas antiguas y modernas, seguidas de una importante colección de documentos curiosos (1ªEdició: Ribadeo, 1894; 2ªEdició ampliada: Lugo,1903). Col·laborador habitual en periòdics com el Castropol, Las Riberas del Eo o Ecos Vegadenses va fundar en 1901 a As Figueiras el quincenario La Comarca del Eo, que va tenir l'escassa vida de dos nombres.

Va escriure i va publicar a més del citat els següents treballs de recerca:Celebridades asturianas: Sor María de la Concepción del Outeiro de Barres. Estudiobiográfico (Ḷḷuarca, 1894); Casa solar de Villamil (Barcelona, 1898), El Patronato de Barres (Ribadeo, 1899); Monumentos megalíticos de Porcía, concejo de Tapia, Asturias(Lugo, 1900);Siluetas de hombres célebres del Occidente de Asturias. Primera serie: Datos biográficos de don Juan Francisco García Siñeriz y Trelles, de don Fernando Fernández Casariego y de Sor Ana María de la Concepción Bermúdez de Mon y Díaz(Lugo, 1906); Siluetas de hombres célebres del Occidente de Asturias. Segunda serie: Datos biográficos del Ilmo. Sr. D. Manuel José Abad Queipo y García de la Torre, de don Francisco Antonio Blanco y Fernández Lastra, de don Benito Arango y Martínez Lastra, de don Inocencio Penzol Lavandera y Vior y de don Felipe Pérez Acevedo (Lugo,1907); Tol y su convento (Madrid, 1907); Alzamiento del Principado de Asturias en 1808 y memorias del Regimiento de Infantería de línea de Castropol (Castropol, 1908); Truculencias y meirolas figuerenses que se ofrecen a la estima pública, pesquisadas por Blas Pérez das Campas, con ocasión de recorrer tierras y mundos donde moran sin delantera de cabeza algunos seres (Ḷḷuarca, 1916); Del solar astur: Rasgos de «El inmortal y arcabuceado» don Antonio García, soldado del Regimiento de Castropol, húsar de Castilla, alférez graduado con opción a uso constante de uniforme y condecorado con la Cruz de San Fernando (Lugo, 1922); El doctor don José Ramón F. Luanco y Riego: Datos de su vida (Lugo, 1926).
Va morir en Lois el 23 de maig de 1936 i va ser enterrat en el Cementiri Parroquial d'Escombres. L'actual Biblioteca de la vila porta el seu nom.
- López Villamil, Florencio. Filantrop figuerense que va donar en el seu testament de data 24 de setembre de 1904 capital suficient per crear una Escola gratuïta de Primer ensenyament i d'Arts i Oficis a As Figueiras, dotant-la amb un capital de 355.668 pessetes amb 34 cèntims en valors públics, una finca rústica i l'edifici on es realitzava la fi de la fundació. Aquesta Escola va ser declarada de beneficència particular docent per Real Ordre de 26 de juny de 1917. El dilluns 8 de desembre de 1919 s'inauguraria l'Escola Laica d'As Figueiras, amb una matrícula inicial de seixanta alumnes.

- Moure Trenor, Gonzalo. Escriptor establert a As Figueiras.Gonzalo Moure

- Pérez de Castro, José Luis. Advocat, historiador i bibliófilo.